# Территория Луизиана
Территория Луизиана (англ. Louisiana Territory) — инкорпорированная организованная территория США, существовавшая с 4 июля 1805 года до 4 июня 1812 года, когда была переименована в Территорию Миссури. Была образована из части земель, приобретённых США в результате Луизианской покупки.

## История
Территория Луизиана включала земли к северу от 33-й параллели (южная граница современного штата Арканзас). На юге и западе границы с испанским Техасом и Нью-Мексико не были определены, пока не был подписан договор Адамса — Ониса 1819 года. Столицей Территории был город Сент-Луис.
Было создано пять округов: Сент-Луис, Сент-Чарльз, Сент-Женевьев, Мыс Жерардьё и Нью-Мадрид.
В связи с тем, что 30 апреля 1812 года Орлеанская территория (также находящаяся на территории исторической Луизианы) вошла в состав США в качестве штата под названием Луизиана, 4 июня 1812 года на 12-м Конгрессе США было принято решение переименовать Территорию Луизиана в Территорию Миссури, чтобы различать названия штата и соседней с ним территории.

## Администрация

### Губернаторы
- Джеймс Уилкинсон (1805—1807)
- Мериуэзер Льюис (1807—1809)
- Уильям Кларк (1813—1820)[2][3]